# 佐方繁木
佐方 繁木（さかた しげき、1899年（明治32年）10月1日 - 1954年（昭和29年）4月8日）は、日本の陸軍軍人。最終階級は陸軍少将。

## 経歴
熊本県出身。熊本中学校（現熊本県立熊本高等学校）卒業を経て、1920年（大正9年）5月、陸軍士官学校（32期）を卒業。同年12月、騎兵少尉に任官し騎兵第19連隊付となる。1928年（昭和3年）12月、陸軍大学校（40期）を卒業した。
1929年（昭和4年）8月、騎兵大尉に昇進し騎兵第23連隊中隊長に就任。1930年（昭和5年）8月、参謀本部付勤務となり、参謀本部員、参謀本部付（支那研究員）、参謀本部員を務め、1935年（昭和10年）8月、騎兵少佐に進級。1936年（昭和11年）3月、参謀本部付（上海駐在）となり、1937年（昭和12年）9月、上海派遣軍付に発令され第一次上海事変に出征。1938年（昭和13年）3月、騎兵中佐に昇進し参謀本部員（兵要地誌班長）に就任。1939年（昭和14年）9月、第13軍参謀に発令され日中戦争に出征。1941年（昭和16年）3月、陸軍大佐に進んだ。
1942年（昭和17年）4月、第14軍軍政監部総務部長に発令され、太平洋戦争に出征。同年8月、第40師団参謀長に転じ、中国戦線に出征。1944年（昭和19年）1月、第6方面軍司令部付（軍政部長）となり、1945年（昭和20年）3月、陸軍少将に昇進した。漢口で終戦を迎え、1947年（昭和22年）1月に復員した。
1948年（昭和23年）1月31日、公職追放仮指定を受けた。